# Verrucosa furcifera
Verrucosa furcifera är en spindelart som först beskrevs av Eugen von Keyserling 1886.  Verrucosa furcifera ingår i släktet Verrucosa och familjen hjulspindlar.
Artens utbredningsområde är Queensland. Inga underarter finns listade i Catalogue of Life.